# Oswald Grill
Oswald Grill (* 30. August 1878 in Wien; † 13. Januar 1964 ebenda) war ein österreichischer Maler.

## Leben
Der gebürtige Wiener Oswald Grill war nach Malereistudien bei Karl Karger an der Kunstgewerbeschule Wien sowie bei Carl von Marr und Alexander von Wagner an der Münchner Kunstakademie  seit 1906 als freischaffender Künstler in Dachau tätig. Nach seiner Rückkehr nach Wien amtierte Grill – er wurde 1908 Mitglied des Wiener Künstlerhauses – von 1917 bis 1938 als Vizepräsident beziehungsweise Präsident des Zentralverbandes der bildenden Künstler Österreichs.
Das malerische Werk des 1929 zum Professor ernannten Oswald Grill umfasste in naturalistischer Auffassung vorwiegend helle und klare Naturstimmungen einfangende Landschaftsgemälde sowie Porträts, die unter anderem im Wiener Künstlerhaus und im Münchner Glaspalast ausgestellt wurden.
Grill war von 1938 bis 1944 mit zwölf Landschaftsbildern auf allen Großen Deutschen Kunstausstellung in München vertreten. Dabei erwarb 1939 Hitler Bauerngut am Attersee und 1943 der Nazi-Wehrwirtschaftsführer Hermann Schmitz Weg durch den Hochwald. Am 25. Februar 1940 beantragte er die Aufnahme in die NSDAP und wurde zum 1. April desselben Jahres aufgenommen (Mitgliedsnummer 7.983.246).
Grill wurde mit zahlreichen Ehrungen bedacht, darunter dem Goldenen Ehrenzeichen der Republik Österreich, der Kleinen Goldenen Staatsmedaille sowie dem Goldenen Lorbeer des Wiener Künstlerhauses.

## Werke (Auswahl)
- Venus aus der Donau, um 1905
- Abendstimmung am Attersee, 1910
- Der Strom unserer Zeit, 1912
- Herbststimmung beim Egelsee, 1927
- Attersee mit Blick zur Drachenwand, 1929
- Sturmwetter am Attersee, 1949
- Dürnstein im Vorfrühling, 1956